# كوسكو (مجلة)
مجلة كوسكو هي مجلة تونسية شهرية تصدر باللغة الفرنسية، ظهر العدد الأول في أكتوبر عام 1968م، يصدرها اتحاد الشباب التونسي. عنوانها: 10 شارع روما، تونس. قطع المجلة 22×28 سم.
تعتمد المجلة على القصص القصيرة، منها في العدد الثالث أقصوصة «النمر» التي يرسمها بهلول حبيبي، وأيضاً حمار جحا التي يرسمها زرياط. وهناك قصة من الحكايات الشعبية مثل البساط السحري التي نشرت مسلسلة في الأعداد الثلاثة الأولى وهناك صفحات كرتون، مثل قصة: الفيل الصغير، وكوسكو مخبراً هي تبلغ 5 صفحات من بين 16 صفحة بالأبيض والأسود، وألوان باهتة.
وهناك صفحة كاملة عن الاختراعات منها عن السيارة والطائرة حسب الأعداد. وفي صفحة التسالي ألعاب حسابية وحلولها.
تخلو المجلة من المسابقات ومن صور القراء، أو مساهماتهم وليس للعدد مقدمة. تخلو المجلة من الإعلانات أيضاً، وثمن النسخة في عام 1968م خمسون مليماً.

## فريق العمل
- رئيس التحرير: عبد الحميد هلالي
- إدارة التحرير: مرام العربي والعربي كريم وهلالي.

### الرسامون
- محمد صمود
- رباعي يوهوال
- بوحوال حبيبي: يرسم الصفحات العلمية والتسالي